# لئوی رومانی
لئوی رومانی (به انگلیسی: Romanian leu) (به رومانیایی: Leu românesc) با کد ایزوی RON، یکای پول رایج در کشور رومانی است. مسئولیت کنترل این یکای پول بر عهدهٔ بانک ملی رومانی قرار دارد. هر لئو به صد بان (به رومانیایی: Bani) تقسیم می‌شود که خود این واژه در زبان رومانیایی هم به معنای پول و هم به معنای سکه است.

## اسکناس‌ها

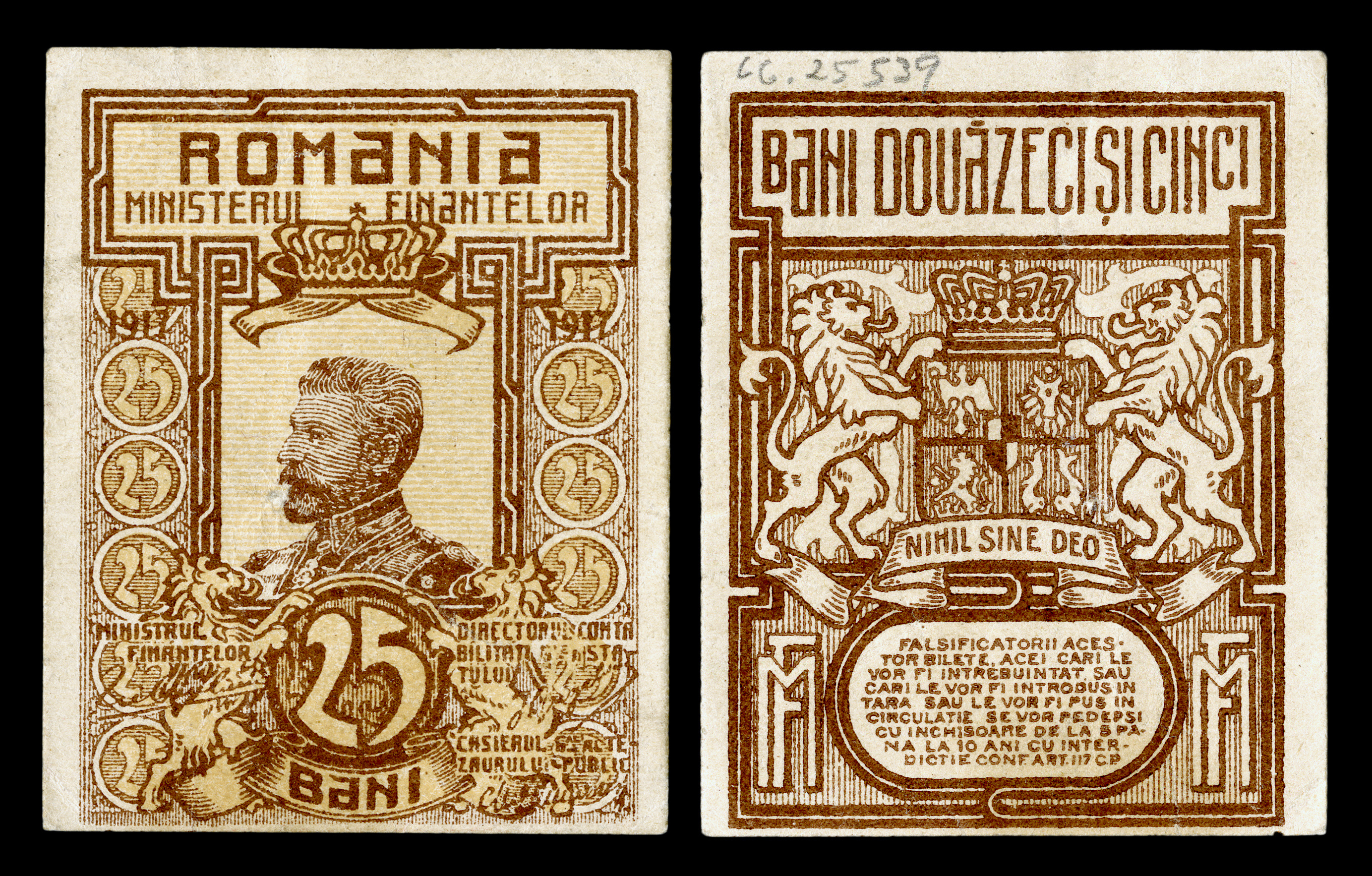
۲۵ بانی - (۳۹ × ۵۱ mm)پول خرد کشور رومانی معروف به سکه‌های کاغذی، موسوم به بان چاپ شده در سال ۱۹۱۷ میلادی - چهره فردیناند اول رومانی پادشاه این کشور بر روی پول‌های خرد دیده می‌شود.

در راستای آماده‌سازی رومانی برای پیوستن به اتحادیه اروپا، اسکناس‌های سری چهارم و کنونی لئو هم‌اندازه ابعاد یورو به چاپ رسیدند. 
| نگاره | نگاره | بها     | ابعاد    | رنگ               | شرح                             | شرح                                                                                   |
| رو    | پشت   | بها     | ابعاد    | رنگ               | رو                              | پشت                                                                                   |
| ----- | ----- | ------- | -------- | ----------------- | ------------------------------- | ------------------------------------------------------------------------------------- |
|       |       | ۱ leu   | ۱۲۰ × ۶۲ | سبز               | نیکلای لرگا و گل‌سپاسی           | کلیسای جامع کورتا ده آرجش، عقاب والاچیا                                               |
|       |       | ۵ lei   | ۱۲۷ × ۶۷ | بنفش              | جورجه انسکو و میخک قرنفلی       | آتنائوم رومانی                                                                        |
|       |       | ۱۰ lei  | ۱۳۳ × ۷۲ | صورتی و قرمز روشن | نیکلای گریگورسکو و آلتایا       | خانه‌ای سنتی از التنیا، نیکلای گریگورسکو در حال نگارگری رودیکا                         |
|       |       | ۲۰ lei  | ۱۳۶ x ۷۷ | سبز زیتونی        | اکاترینا تئودوریو و زعفران زرد  | صومعه مرششت، نقش نیکه در مدال پیروزی رومانی                                           |
|       |       | ۵۰ lei  | ۱۴۰ × ۷۷ | زرد               | آئورل ولایکو و سپیدگوهر         | طرح هواپیمای آ ولایکو ۲، سر عقاب                                                      |
|       |       | ۱۰۰ lei | ۱۴۷ × ۸۲ | آبی               | یون لوکا کاراجیاله و بنفشه معطر | ساختمان پیشین تئاتر ملی بخارست، تندیس یون لوکا کاراجیاله، پیکرتراش: کنستانتین باراسچی |
|       |       | ۲۰۰ lei | ۱۵۰ × ۸۲ | قهوه‌ای و نارنجی   | لوچیان بلاگا و شقایق فلاندرز    | آسیاب آبی، اندیشمند هامانگیا                                                          |
|       |       | ۵۰۰ lei | ۱۵۳ × ۸۲ | خاکستری و بنفش    | میهای امینسکو و نمدار           | کتابخانه دانشگاه مرکزی لاش، روزنامه تیمپول                                            |